# NGC 1724
NGC 1724 је група звезда у сазвежђу Кочијаш која се налази на NGC листи објеката дубоког неба.
Деклинација објекта је + 49° 29' 30" а ректасцензија 5h 3m 33,0s. Привидна величина (магнитуда) објекта NGC 1724 износи 11,7. NGC 1724 је још познат и под ознакама OCL 405.